# Andreas Grünewald
Andreas Grünewald ist ein deutscher Romanist.

## Leben
Nach dem Abitur 1988 an der Fürst-Johann-Ludwig-Schule studierte er von 1990 bis 1996 Französisch und Spanisch (Lehramt) in Köln, Hamburg und Reims (1991 Auslandssemester in Guatemala, 1992/1993 Fremdsprachenassistent am Lycée Clémenceau in Reims, 1996 1. Staatsexamen Französisch und Spanisch, Universität Hamburg). Nach dem Referendariat in Bremen, Zusatzausbildung Multimedia legte er 2000 das 2. Staatsexamen ab. Von 2000 bis 2003 war er Studienrat am Schulzentrum Grenzstraße, Bremen. Von 2002 bis 2006 war er wissenschaftlicher Mitarbeiter und Lehrer für besondere Aufgaben an der Universität Bremen, Fachbereich 10, Didaktik der romanischen Sprachen. Nach der Promotion Dr. phil (summa cum laude) 2006 in Fachdidaktik romanische Sprachen zum Thema „Software- und Interneteinsatz im Spanischunterricht der Sekundarstufe II: Motivationsverlauf und Selbsteinschätzung.“ war er von 2006 bis 2007 Rat im Hochschuldienst in der Tätigkeit eines Lektors im FB 10 der Universität Bremen im Arbeitsbereich Didaktik der romanischen Sprachen (Französisch und Spanisch). Von 2007 bis 2009 lehrte er als Juniorprofessor an der Universität Hamburg für die Didaktik der romanischen Sprachen (Schwerpunkt Spanisch). 2009 erhielt er einen Ruf auf die Professur „Didaktik des Französischen und Spanischen“ an der Universität Kassel und den Preis für exzellente Lehre der Freien- und Hansestadt Hamburg. Von 2009 bis 2010 lehrte er als Professor „Didaktik der romanischen Sprachen mit dem Schwerpunkt Spanisch“ an der Universität Hamburg. Seit 2010 hat er die Professur „Didaktik der romanischen Sprachen“ an der Universität Bremen inne. 2013 lehrte er als Gastprofessor an der Universität Sevilla.

## Schriften (Auswahl)
- Multimedia im Fremdsprachenunterricht. Motivationsverlauf und Selbsteinschätzung des Lernfortschritts im computergestützten Spanischunterricht. Frankfurt am Main 2006, ISBN 3-631-55493-1.
- als Herausgeber mit Jochen Plikat und Katharina Wieland: Bildung – Kompetenz – Literalität. Fremdsprachenunterricht zwischen Standardisierung und Bildungsanspruch. Seelze 2013, ISBN 978-3-7800-4958-2.
- als Herausgeber mit Ulrich Krämer: Vielfalt gestalten. Differenzierung im Spanischunterricht. Eine Selbststudieneinheit. Seelze 2014, ISBN 978-3-7800-4805-9.
- als Herausgeber mit Lutz Küster: Fachdidaktik Spanisch. Das Handbuch für Theorie und Praxis. Stuttgart 2017, ISBN 3-12-920126-2.